# Auguste Moiroux
 (février 2018).
Si vous disposez d'ouvrages ou d'articles de référence ou si vous connaissez des sites web de qualité traitant du thème abordé ici, merci de compléter l'article en donnant les références utiles à sa vérifiabilité et en les liant à la section « Notes et références ».
Pour les articles homonymes, voir Moiroux.
Auguste Moiroux (Lyon, 1928 - Lyon, 1992) est un ingénieur français, motoriste ayant commencé sa carrière chez General Motors, inventeur aux multiples brevets puis directeur de l'École centrale de Lyon.

## Carrière
Ingénieur de l'École centrale de Lyon (promotion 1949) puis ingénieur de l'École nationale supérieure du pétrole et des moteurs (promotion 1950), Auguste Moiroux a exercé très jeune d'importantes fonctions. Ingénieur de recherche à la société Sigma de 1951 à 1956, il est promu chef de projet au centre de recherche de la General Motors à Détroit de 1956 à 1959 .
De retour à la société Sigma de 1959 à 1966, il y exerce les fonctions d'ingénieur en chef des études et recherches. Mais il avait aussi le goût d'enseigner et de convaincre, et il entre à l'ECL en 1966 comme maître de conférences associé responsable du service « Machines Thermiques ».
Titulaire de 29 brevets d'invention , il n'a cessé d'innover, de concevoir et de réaliser dans le domaine de l'énergétique, dotant l'ECL d'un laboratoire très complet et bien reconnu du monde industriel. Parallèlement, en tant que directeur adjoint et directeur des études de l'ECL, Auguste Moiroux seconde efficacement son directeur Paul Comparat qui installe l'ECL à Ecully.
Il devient directeur de l’École centrale de Lyon le 1er septembre 1976 pour 12 années.